# Василевская, Малгожата
Малгожата Василевская (пол. Małgorzata Wasilewska; 1960 г. р.) — польский дипломат, правозащитник и посол Европейского союза на Ямайке (2016—2020 гг.) и Барбадосе (с 2020 года).

## Биография
До 2003 года Василевская была президентом польского отделения Amnesty International. Она также работала в Saferworld в качестве старшего специалиста по организационному управлению и стратегическому планированию. Затем стала государственным служащим Европейского союза, работая в Генеральном директорате Европейской комиссии по внешним связям. Являлась главой отдела наблюдения за выборами и поддержки демократии, руководя миссиями по наблюдению за выборами в таких странах, как Мозамбик, Судан, Чад, Афганистан, Соломоновы Острова, Гондурас, Боливия.
В 2011 году Василевская присоединилась к Европейской службе внешних связей, возглавив Отдел по предотвращению конфликтов, миростроительству и инструментам посредничества и Отдел по наблюдению за выборами и поддержке демократии. В сентябре 2016 года была назначена послом ЕС на Ямайке, а также аккредитована в Белизе, на Багамах, островах Теркс и Кайкос и Каймановых Островах.
Срок её полномочий истёк в августе 2020 года и к концу 2020 года она была назначена послом ЕС на Барбадосе, в восточно-карибских странах, в Организации Восточно-карибских государств и CARICOM/CARIFORUM.
Василевская специализируется на развитии с учётом конфликтов, построении постконфликтной демократии и нераспространении стрелкового оружия и лёгких вооружений.